# Indianapolis 500 1995

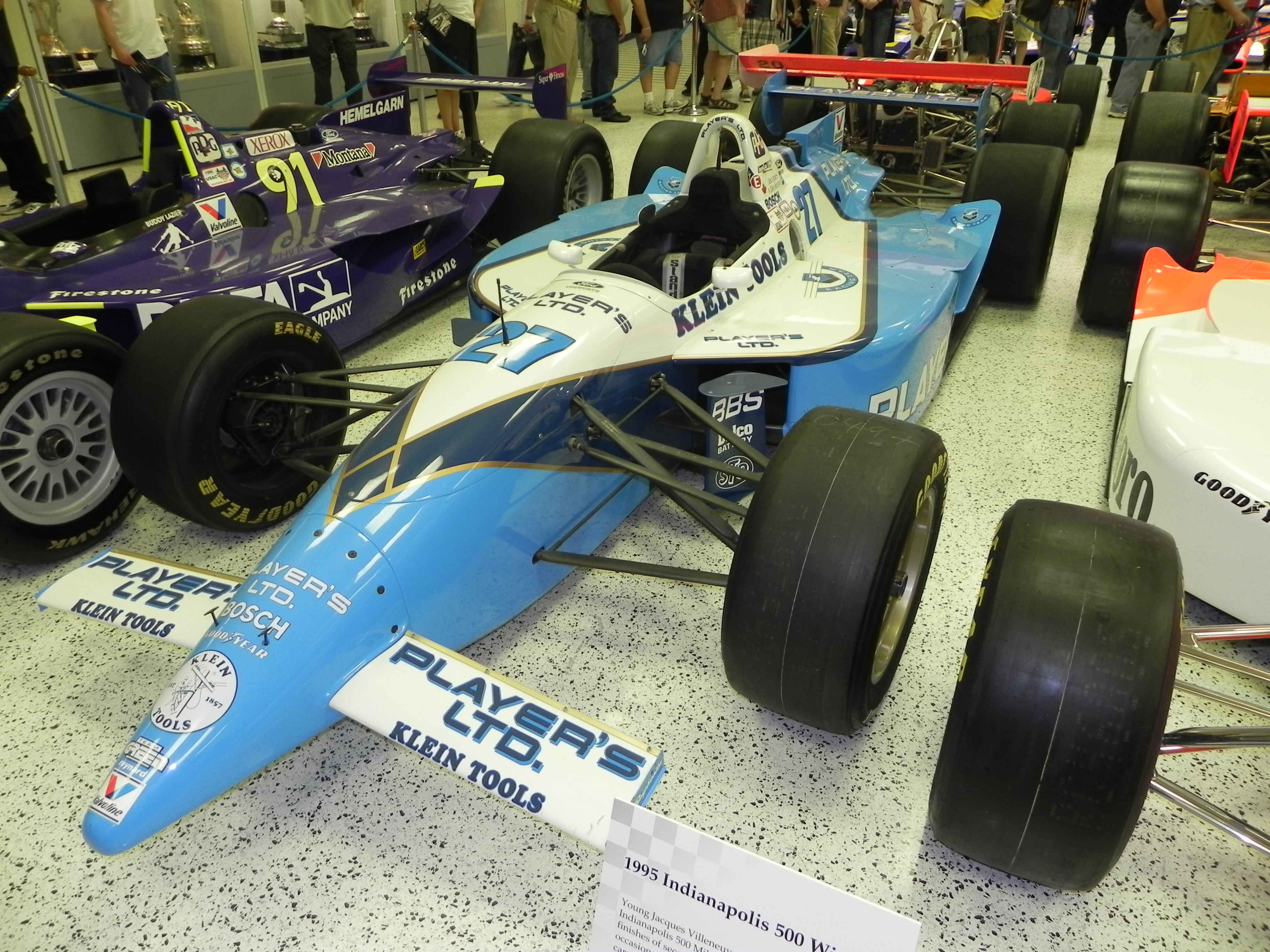
Scott Braytons vinnarbil utställd på Indianapolis Motor Speedway Museum.

Indianapolis 500 1995 var ett race som kördes den 28 maj 1995 på Indianapolis Motor Speedway. Jacques Villeneuve vann tävlingen, trots en bestraffning på två varv för att ha kört förbi säkerhetsbilen i början av tävlingen. Villeneuves seger innebar att han blev den siste vinnaren i USAC:s nationella mästerskap. Scott Brayton hade pole position med en genomsnittsfart på 372,65 km/h över fyra varv, vilket tog 2 min 33,4 sekunder att genomföra. 1992 och 1994 års vinnare Al Unser Jr. misslyckades att kvalificera, liksom 1989 och 1993 års vinnare Emerson Fittipaldi. De bägge blev offer för en Penskebil som inte alls fungerade som den skulle. Kvalresultatet var totalt omvänt mot normala kvalresultat, då Brayton normalt var klart distanserade av Penskeduon och den 16:e kvalificerade Paul Tracy.

## Startgrid
| Plats | Förare               | Team                     | Fart (mph) |
| ----- | -------------------- | ------------------------ | ---------- |
| 1     | Scott Brayton        | Team Menard              | 231,604    |
| 2     | Arie Luyendyk        | Team Menard              | 231,031    |
| 3     | Scott Goodyear       | Tasman Motorsports       | 230,759    |
| 4     | Michael Andretti     | Newman/Haas Racing       | 229,254    |
| 5     | Jacques Villeneuve   | Team Green               | 228,397    |
| 6     | Maurício Gugelmin    | PacWest Racing           | 227,923    |
| 7     | Robby Gordon         | Walker Racing            | 227,531    |
| 8     | Scott Pruett         | Patrick Racing           | 227,403    |
| 9     | Jimmy Vasser         | Chip Ganassi Racing      | 227,350    |
| 10    | Hiro Matsushita      | Arciero/Wells Racing     | 226,867    |
| 11    | Stan Fox             | Hemelgarn Racing         | 226,588    |
| 12    | André Ribeiro        | Tasman Motorsports       | 226,495    |
| 13    | Roberto Guerrero     | Pagan Racing             | 226,402    |
| 14    | Eddie Cheever        | A.J. Foyt Enterprises    | 226,314    |
| 15    | Teo Fabi             | Forsythe Racing          | 225,911    |
| 16    | Paul Tracy           | Newman/Haas Racing       | 225,795    |
| 17    | Alessandro Zampedri  | Payton/Coyne Racing      | 225,753    |
| 18    | Danny Sullivan       | PacWest Racing           | 225,496    |
| 20    | Hideshi Matsuda      | Beck Motorsports         | 227,818    |
| 21    | Bobby Rahal          | Rahal-Hogan Racing       | 227,081    |
| 22    | Raul Boesel          | Rahal-Hogan Racing       | 226,028    |
| 23    | Buddy Lazier         | Hemelgarn Racing         | 226,017    |
| 24    | Eliseo Salazar       | Dick Simon Racing        | 225,023    |
| 25    | Adrián Fernández     | Galles Racing            | 227,803    |
| 26    | Eric Bachelart       | Payton/Coyne Racing      | 226,875    |
| 27    | Christian Fittipaldi | Newman/Haas Racing       | 226,375    |
| 28    | Lyn St. James        | Dick Simon Racing        | 225,346    |
| 29    | Carlos Guerrero      | Dick Simon Racing        | 225,831    |
| 30    | Scott Sharp          | A.J. Foyt Enterprises    | 225,711    |
| 31    | Stefan Johansson     | Bettenhausen Motorsports | 225,547    |
| 32    | Davy Jones           | Dick Simon Racing        | 225,135    |
| 33    | Bryan Herta          | Chip Ganassi Racing      | 225,551    |

Följande förare missade att kvala in
- Emerson Fittipaldi
- Franck Fréon
- Al Unser Jr.
- Marco Greco
- Davey Hamilton
- Jeff Ward
- Jim Crawford
- Michael Greenfield
- Mike Groff
- Dean Hall
- Tero Palmroth

## Slutresultat
| Plats | Förare               | Team                     | Grid |
| ----- | -------------------- | ------------------------ | ---- |
| 1     | Jacques Villeneuve   | Team Green               | 5    |
| 2     | Christian Fittipaldi | Walker Racing            | 27   |
| 3     | Bobby Rahal          | Rahal-Hogan Racing       | 21   |
| 4     | Eliseo Salazar       | Dick Simon Racing        | 24   |
| 5     | Robby Gordon         | Walker Racing            | 7    |
| 6     | Maurício Gugelmin    | PacWest Racing           | 6    |
| 7     | Arie Luyendyk        | Team Menard              | 2    |
| 8     | Teo Fabi             | Forsythe Racing          | 15   |
| 9     | Danny Sullivan       | PacWest Racing           | 18   |
| 10    | Hiro Matsushita      | Arciero/Wells Racing     | 10   |
| 11    | Alessandro Zampedri  | Payton/Coyne Racing      | 17   |
| 12    | Roberto Guerrero     | Pagan Racing             | 13   |
| 13    | Bryan Herta          | Chip Ganassi Racing      | 33   |
| 14    | Scott Goodyear       | Tasman Motorsports       | 3    |
| 15    | Hideshi Matsuda      | Beck Motorsports         | 20   |
| 16    | Stefan Johansson     | Bettenhausen Motorsports | 31   |
| 17    | Scott Brayton        | Team Menard              | 1    |
| 18    | André Ribeiro        | Tasman Motorsports       | 12   |
| bröt  | Scott Pruett         | Patrick Racing           | 8    |
| bröt  | Raul Boesel          | Rahal/Hogan Racing       | 20   |
| bröt  | Adrián Fernández     | Galles Racing            | 25   |
| bröt  | Jimmy Vasser         | Chip Ganassi Racing      | 9    |
| bröt  | Davy Jones           | Dick Simon Racing        | 32   |
| bröt  | Paul Tracy           | Newman/Haas Racing       | 16   |
| bröt  | Michael Andretti     | Newman/Haas Racing       | 4    |
| bröt  | Scott Sharp          | A.J. Foyt Enterprises    | 30   |
| bröt  | Buddy Lazier         | Hemelgarn Rcaing         | 23   |
| bröt  | Eric Bachelart       | Payton/Coyne Racing      | 26   |
| bröt  | Gil de Ferran        | Walker Racing            | 19   |
| bröt  | Stan Fox             | Hemelgarn Racing         | 11   |
| bröt  | Eddie Cheever        | A.J. Foyt Enterprises    | 14   |
| bröt  | Lyn St. James        | Dick Simon Racing        | 28   |
| bröt  | Carlos Guerrero      | Dick Simon Racing        | 29   |